# Giorgi Kwilitaia
Giorgi Kwilitaia (gruz. გიორგი ქვილითაია, ur. 1 października 1993 w Abaszy) – gruziński piłkarz grający na pozycji napastnika. 

## Kariera piłkarska
Swoją karierę piłkarską Kwilitaia rozpoczął w klubie Sasco Tbilisi. 25 maja 2012 zadebiutował w nim w rozgrywkach Pirveli Liga w przegranym 3:4 domowym meczu z FC STU Tbilisi. W debiucie zdobył gola. W Sasco grał przez pół sezonu.
Na początku 2013 Kwilitaia przeszedł do węgierskiego Győri ETO FC. W nim zadebiutował 9 marca 2013 w wygranym 2:1 domowym meczu z BFC Siófok. W sezonie 2012/2013 wywalczył z Győri ETO mistrzostwo Węgier.
Latem 2013 Kwilitaia został na rok wypożyczony do Dili Gori. W klubie tym swój debiut zaliczył 17 września 2013 w zremisowanym 0:0 wyjazdowym meczu z Torpedo Kutaisi. W 2014 roku wrócił do Győri ETO i grał w nim jeszcze przez sezon.
W 2015 roku Kwilitaia odszedł do Dinama Tbilisi. Swój debiut w Dinamie zanotował 14 sierpnia 2015 w domowym meczu przeciwko Sapowneli Terdżola (4:0). W debiucie strzelił gola. Wraz z Dinamem wywalczył mistrzostwo Gruzji oraz zdobył Puchar Gruzji. Z 24 golami został królem strzelców gruzinskiej ekstraklasy.
W sierpniu 2016 roku Kwilitaia odszedł do Rapidu Wiedeń. W zespole Rapidu zadebiutował 18 września 2016 w zwycięskim 3:0 domowym meczu z SV Mattersburg. W lipcu 2018 roku został zawodnikiem KAA Gent, gdzie podpisał kontrakt do czerwca 2022 roku. 
W sezonie 2020/2021 Kwilitaia był wypożyczony do Anorthosisu Famagusta, a w 2021 trafił do APOEL FC.
| Sezon   | Klub                 | Kraj    | Rozgrywki                 | Mecze | Gole |
| ------- | -------------------- | ------- | ------------------------- | ----- | ---- |
| 2012/13 | Sasco Tbilisi        | Gruzja  | Pirveli Liga              | 16    | 22   |
| 2012/13 | Győri ETO FC         | Węgry   | NB I                      | 2     | 0    |
| 2013/14 | Dila Gori            | Gruzja  | Umaglesi Liga             | 18    | 6    |
| 2014/15 | Győri ETO FC         | Węgry   | NB I                      | 11    | 1    |
| 2015/16 | Dinamo Tbilisi       | Gruzja  | Umaglesi Liga             | 29    | 24   |
| 2016/17 | Rapid Wiedeń         | Austria | Bundesliga                | 26    | 7    |
| 2017/18 | Rapid Wiedeń         | Austria | Bundesliga                | 29    | 10   |
| 2018/19 | KAA Gent             | Belgia  | Eerste klasse A           | 11    | 4    |
| 2019/20 | KAA Gent             | Belgia  | Eerste klasse A           | 23    | 1    |
| 2020/21 | Anorthosis Famagusta | Cypr    | Protathlima A’ Kategorias | 31    | 13   |

## Kariera reprezentacyjna
Kwilitaia grał w młodzieżowych reprezentacjach Gruzji na różnych szczeblach wiekowych. W reprezentacji Gruzji zadebiutował 27 maja 2016 roku w przegranym 1:3 towarzyskim meczu ze Słowacją, rozegranym w Wels. 28 marca 2017 roku zaliczył pierwsze trafienie w narodowych barwach kiedy pokonał bramkarza reprezentacji Łotwy w towarzyskim spotkaniu wygranym przez Gruzję 5:0.

## Odznaczenia
- Order Honoru – 2024[2][3][4][5]